# エックス・メン チルドレン オブ ジ アトム
『エックス・メン チルドレン オブ ジ アトム』 （X-MEN CHILDREN OF THE ATOM）は、マーベル・コミックの人気アメリカン・コミックス『X-メン』を原作に、日本のゲーム制作会社カプコンが開発・発売をした2D対戦型格闘ゲーム。1994年12月16日にアーケードゲーム（基板はCPシステムII）として日本、アメリカ、ヨーロッパなどの地域で発売され、日本以上にアメリカでヒットした。
ゲーム誌『ゲーメスト』（新声社）誌上で行われた「第9回ゲーメスト大賞」（1995年度）において大賞8位を獲得、その他にベスト対戦格闘賞で8位、ベスト演出賞で10位、プレイヤー人気で9位、ベストインカムで7位、年間ヒットゲームで8位を獲得した。
家庭用移植版は日本・アメリカ・ヨーロッパでセガサターン版が、さらにアメリカとヨーロッパではパーソナルコンピュータ（DOS）版、PlayStation版が発売された。また、『マーベルVSカプコン ファイティングコレクション アーケードクラシックス』では、本作が収録されている。

## システム
善悪入り乱れたミュータントのどれかを選び、それぞれの目的のために勝ち抜いていくストーリー。対CPU戦では同キャラクター対戦が発生しない（対人戦では可能）。ラウンド開始直前に動くことができ、またラウンドを終えると倒れたキャラクターが起き上がり、双方の体力ゲージが満タンに戻って次のラウンドが開始される。この要素は、のちのVS.シリーズや『スターグラディエイター』シリーズに引き継がれた。
隠しキャラクターとして、『スーパーストリートファイターIIX』の隠しボスである豪鬼が登場する。以後のカプコンとマーベル・コミックのクロスオーバーの先駆けとなった。
『ストリートファイターII』『ヴァンパイア』などと同じ6ボタン（パンチ・キックそれぞれに弱・中・強がある）の格闘ゲームだが、人間を越えた超能力を持つミュータント同士の戦いを再現するため、以下の特徴がある。
- スーパージャンプ。
- 全ての技が空中ガード可能。
- Xパワーゲージを消費して、特殊技能の「Xパワー」や、必殺技より強力な「ハイパーX」などの技が使える[1]。
- ヒットしようとしまいと、あらゆる通常技が必殺技でキャンセル可能。
- 通常技から通常技へのキャンセル（「チェーンコンボ」）も同様に、ヒットするしないに関係なく可能。またそのチェーンの方向は『ヴァンパイア』のような弱→中→強だけでなく、キャラクターごとに全く違う。

また、以下のような既存の格闘ゲームにない新しい要素も加えられている。
- 初心者用に、最初の対戦のみ自動でガードしてくれる「オートマチックモード」（ただし通常技でも必殺技扱いになる）[1]。
- 試合開始前に移動でき、間合いの調節が可能（攻撃は不可）。
- タメ技や複雑な長いコマンドが撤廃されており、初心者でも出したい時に出したい技が出せる。
- 通常技をジャンプでキャンセルするテクニック（ジャンプキャンセル）と、それを使った空中の相手への追撃。それに伴う上下に広いステージや、足場の崩壊などのギミック。
- 「ベクトル理論」と呼ばれる概念。例えばダッシュから攻撃を出すと、技によっては軌道が大きく前方へ伸びる。また攻撃で相手のふっ飛ぶ角度・速度が、技の種類（アッパーカットや浴びせ蹴りなど）や殴られた側のキャラクターに設定されている体重によって異なる。
- キャラクターがダウンしている間は無敵ではなく、逆に全くの無防備。
- 勝利ポーズをキャンセルし、ラウンド終了後も倒れた相手を攻撃可能（ただし出せる技は通常技のみ[3]）。

## グラフィック
デモ画面や勝利セリフ画面など、戦闘中以外の一枚絵のグラフィックは全て原作の画風に忠実である。また勝利セリフ画面「X」のバック背景色はX-MENサイドは黄色でヴィランサイドは赤色となっている。戦闘中のキャラクターグラフィックは、『ヴァンパイア』からの「アニメ調の絵による多枚数の滑らかな動画」という路線が（隠しキャラクターの豪鬼を除いて）引き継がれており、より高いクオリティで動くようになっている。またヒットスパークなどの各種エフェクトは、これまでになく派手でかつ大きくなっている。

## 登場キャラクター
括弧内は、英語版ウィキペディアの各キャラクター記事へのリンクを示す。

### X-MEN
ウルヴァリン (Wolverine)
声 - カハル・J・ドット
地上最強の金属、アダマンチウムの爪で戦う。身長160cmという原作通りの小柄な設定を再現して、作画上も小さめに描かれている。突進系の技を数多く備え、Xパワーとして、自分の体力が回復する「ヒーリング・ファクター」と、一時的に移動やモーション全般が高速化する「バーサーカーチャージ」を持つ。敏捷な動きを身上とし、ラッシュをかけることが可能。体が小さい分、「オプティックブラスト」「サイブラスト」などの飛び道具を避けやすいのも大きな長所。
サイロック (Psylocke)
声 - キャサリン・ディッシャー
忍術を体得したテレパス。連射可能な飛び道具「サイブラスト」、2段ジャンプや、地上・空中を問わず連続攻撃を決めることができるなどの特性を持つ。Xパワーは4体の分身を作りだす「忍術」。反面、一発の威力や耐久力が低く、気絶させられやすい。
サイクロップス (Cyclops)
声 - ノーマン・スペンサー
X-MENのリーダー。地上での強パンチは目から衝撃波を飛ばす技となっている。地上・空中を問わず強キックの性能が高い。2段ジャンプできるがサイロックとは性質が異なり、空中で出した通常技をキャンセルして出せる。画面端までビームを放射する必殺技「オプティックブラスト」は隙が大きい。ハイパーX「メガオプティックブラスト」は大きな攻撃判定を持つ。
ストーム (Storm)
声 - キャサリン・ディッシャー
天候を操る能力を持ち、竜巻や電撃など遠隔攻撃技が充実している。風を操っての「飛行」や、強制的に相手を引き寄せたり間合いを離す「風起こし」といったXパワーを持つ。空中でレバーを左右いずれかに入力すると、その方向へ若干軌道修正する。空中で8方向へ移動しつつ攻撃できる必殺技「ライトニングアタック」を使った空中からの攻めやダッシュからの攻めが強力で、地上戦よりも空中戦を得意とする。スタートボタンで出せる隠しハイパーXは、隙が大きいがクリーンヒットさせれば大ダメージ。
アイスマン (Iceman)
声 - カハル・J・ドット
いたって陽気な男で、氷を操る。一部の飛び道具に対し、ガードした際の削りダメージを無効化する「レーザー耐性」を持つ。必殺技はいずれも遠隔攻撃で隙が大きいが、ダッシュからの強パンチを組み込んだ連続技は、相手を一気に気絶に追い込む破壊力を秘めている。中パンチボタンでの投げ技は相手を凍結させて行動不能にする。ハイパーX「アークティックアタック」は、パンチボタンを連打するとヒット数が大幅に増える。相手を画面端に追い詰めてから技を発動し、密着状態でヒットさせると真価を発揮する。
コロッサス (Colossus)
声 - ジョージ・ブザ
歩行速度が遅いが、打撃技・投げ技ともに高い性能を持つパワーファイター。攻撃力が高く、通常技でもガードの上から敵の体力を削る。通常技の強攻撃は大振りで隙が大きいが、弱攻撃は連射が可能で隙も小さい。また、ダウン中の相手を掴み上げることができる。Xパワー「スーパーアーマー」は、一定時間投げ技以外の攻撃では転ばない状態になる。

### ヴィラン
スパイラル (Spiral)
声 - キャサリン・ディッシャー
ミュータントではなく、異次元からやってきた人造生命体。加虐的な性格の持ち主。6本腕での不思議なダンスで様々な能力を発揮する。Xパワーの数は全キャラクター中最多。6本の剣を出して攻撃する必殺技「ダンシングソード」や、特異な性質を持つ通常技を駆使する。ハイパーX「メタモルフォーゼ」は打撃技の発動モーション後につかみ動作が実行可能になる特殊な投げ技。このゲームの登場キャラクター全員（豪鬼を除く）に変身しながら連続で攻撃を加えていく技で、地上（立ち・しゃがみ両方）・空中を問わず決まる（空中で決めたときが最もヒット数が多い）。
シルバーサムライ (Silver Samurai)
声 - 池田やすし（IKE-BOMB）
日本のヤクザ。本名は「ハラダ ケンイチロウ」。銀色に輝く鎧を身に着け、長刀を装備して闘う大柄の男。刀を使った攻撃は、ガードの上から体力を削る。さらにXパワー「闘気」はその刀に炎（攻撃力上昇）や氷（相手にヒットすると一定時間凍結）、雷（気絶値上昇、刀の軌跡に攻撃判定が残る）を纏わせる。Xパワー「分身の術」では本体と同じ攻撃をする分身が一定時間または一定ダメージを与える間存在する。他にもXパワーで消えることも可能。ハイパーX「雷鳴剣」は画面の広範囲に雷を発生させて攻撃し、連続技や対空迎撃に使用可能。密着状態でヒットさせると大ダメージを与える。
オメガレッド (Omega Red)
声 - ジョージ・ブザ
ロシアの超人兵士にして、ウルヴァリンの因縁の敵。金属の鞭カーボナディウムコイルで相手を捕らえ、「ヒーリング・ファクター」とは正反対の力を持つXパワー「デスファクター」で相手の体力を、「エナジードレイン」でXパワーを吸収する。個々の技はクセが強く、空振りは危機を招くが、攻撃のリーチは非常に長く、投げ技からの追撃が強力。しゃがむと食らい判定が極度に小さくなる。ハイパーX「オメガデストロイヤー」は、攻撃が出るまでに時間が掛かるが、1度出てしまえばオメガレッド側が有利になる。
センチネル (Sentinel)
声 - ダン・ヘネシー
対ミュータントに作られた、巨大なミュータントハンターロボットであり、ミュータント根絶のために動く。センチネル自体は原作にも登場するが、本作でのセンチネルはカプコンがデザインしたオリジナルモデルであり、原作には登場しない。その身体は全身が武器の塊で、地上での中パンチ・強パンチ攻撃は、レーザー、ロケットなどの飛び道具。歩行速度が鈍重で機動力に欠けるが、攻撃力は非常に高く、通常技でもガードの上から敵の体力を削り取る。Xパワーで「飛行」が可能。ハイパーX「プラズマストーム」はパンチボタンを連打することで衝撃波が充電され、攻撃がより強化されるが、溜めているあいだのセンチネル本体は無防備状態。
ジャガーノート (Juggernaut)
声 - ジョージ・ブザ
本作の中ボス。アーケード版では使用はできないが、セガサターン版と日本未発売のPC・PS版では対戦モードのみ（条件）、『マーベルVSカプコン ファイティングコレクション アーケードクラシックス』ではどのモードでも使用が可能。
元々は人間でミュータントではなく、偶然に魔法の宝石を手に入れたことで、巨体と怪力を身に付けた。力は強いが、頭は良くない。
巨体ゆえに相手の攻撃を喰らいやすいという弱点を持つが、その攻撃力の高さは本作中随一。Xパワー「サイトラックパワーアップ」でさらに攻撃力を上昇させることもできる。弱パンチはリーチが長いうえに隙が小さく、強パンチは攻撃が出るまでの隙がかなり大きい代わりに食らった相手を吹き飛ばす。ガードの上から通常技で体力を削り取り、ステージに刺さっている鉄骨を掴んで振り回す攻撃は威力・リーチともに優れている。不完全ながらも常時「スーパーアーマー」状態にあり、打撃で仰け反りにくい。ハイパーX「ジャガーノートヘッドクラッシュ」は、攻撃発動までが遅い代わりに、相手を一気に画面端へ捻じ込む。
マグニートー (Magneto)
声 - ジョージ・ブザ
本作の最終ボス。アーケード版とセガサターン版共にプレイヤーでの使用はできないが、日本未発売のPC・PS版では対戦モードのみ（条件）、『マーベルVSカプコン ファイティングコレクション アーケードクラシックス』ではどのモードでもジャガーノートと同様に使用が可能。
重力・電磁力を自在に操る地上最強クラスのミュータントの一人。宇宙に浮かぶ軌道要塞アバロンで待ち受けている。完全なる悪ではなく、知性的な人物でもあり、プレイヤー側がX-MENのメンバーである場合、マグニートーを倒した後に崩壊するアバロンからプレイヤーキャラクターを逃がす。
必殺技やXパワーも高性能なものが揃っている。必殺技は空中で静止してから斜め下へ放つ必殺技「マグネティックブラスト」、画面全体をほぼカバーしつつ相手を自動追尾して強制的に拘束するガード不可の必殺技「ハイパーグラビテーション」、近接で大ダメージかつホーミング性能・3WAY・多段ヒットの飛び道具系必殺技「E-Mパルス」（次作『マーヴル・スーパーヒーローズ』以降ではこの必殺技は削除されている）。ハイパーX「マグネティックショックウェーブ」は、地面から画面上端まで攻撃するため一部の無敵移動技以外は回避不可。Xパワーゲージが溜まった状態で窮地に陥るとXパワー「マグネティックフォースフィールド」を出し、相手の全攻撃を無効化する。さらに、通常からオートガード状態、戦闘中はXパワーゲージが自動的に溜まっていく特性を持つ。空中から地上の相手を投げることもできる。

### 隠しキャラクター
豪鬼 (Akuma)
『スーパーストリートファイターIIX』からのゲストキャラクター。新技が一部追加されてはいるが、グラフィックは『スーパーストリートファイターIIX』の流用である。そのため画風もアニメパターンの枚数も、他のキャラクターとは異なる。『スーパーストリートファイターIIX』で豪鬼のみスーパーコンボが無かったため、ハイパーX「滅殺豪波動」「滅殺豪昇龍」は本作が初出となる。なお、後に豪鬼の代表的な技となる「瞬獄殺」は、この時点ではまだ無い。豪鬼のエンディングは淡白で、マグニートーを倒した後は捨て台詞を吐いてその場を去る。その後に流れるスタッフロールは通常とは異なり、その時のプレイで倒したCPUキャラクターたちの気絶時のグラフィックが表示されていく。
他のキャラクターとは異なり、オートマチックモードの選択はできない。また、勝利セリフ画面が赤色であるため、ヴィランサイド扱いとなっている。
本作の豪鬼の「斬空波動拳」は、アーケード版において唯一プレイヤー操作で2発撃つ仕様となっているが、他作品でのCPU専用（真・豪鬼）版とはかなり異なる。他作品CPU専用版は2発ほぼ同時に連続発射をするのに対し、本作版では1発目を撃った後少し間をおいて2発目を撃つという具合で相対的にモーションが遅くなっている。
Xパワーは無敵移動技の「阿修羅閃空」と、相手の打撃を受け止め自動反撃する技「昇龍煉獄」の2種類。なお、「昇龍煉獄」は本作品のみ使用可能。
空中から急降下で飛び蹴りを決める必殺技「天魔空刃脚」が導入され、ミュータント相手に遜色のない派手な空中戦を挑める。必殺技はいずれも強力だが、攻撃後の隙が大きい。
下記の条件を満たすと6戦目のCPUキャラクターとして乱入してくる。なお、その条件は対CPU戦のみで進んだ場合と、途中に対人戦があった場合とで異なる。どちらも「ゲーム開始時にマニュアルガードを選択している」ことと、「使用しているキャラクターが豪鬼ではない」ことが前提となっている（＝すなわち豪鬼との同キャラ戦は無い）。
なお、本作の豪鬼はCPU仕様版とプレイヤー仕様版とでは若干性能が異なり原則CPU仕様の方が高性能となっている。顕著な例では各種「波動拳」やXパワー「阿修羅閃空」の硬直時間がCPU版の方が短かい点や「天魔空刃脚」やハイパーX「滅殺豪波動」のヒット数がCPU版の方が多く威力が高いといった点が挙げられる。
- 対CPU戦のみの場合
  - 6戦目到達まで全勝で進む（ドローは不可）
  - 6戦目到達までの全ラウンドで、ファーストアタックを取る
  - 6戦目到達までの半分以上のラウンドで、ハイパーXをヒットさせる
  - 各キャラクターごとに設定されたコンボ数を1回以上出す
    - ウルヴァリン - 8ヒット以上
    - サイロック - 10ヒット以上
    - サイクロップス - 17ヒット以上
    - ストーム - 25ヒット以上
    - アイスマン - 50ヒット以上
    - コロッサス - 3ヒット以上
    - スパイラル - 21ヒット以上
    - シルバーサムライ - 28ヒット以上
    - オメガレッド - 10ヒット以上
    - センチネル - 10ヒット以上

- 対人戦を含んでいる場合
  - 対人戦で13人抜き以上を達成する
  - CPU6戦目到達までの半分以上のラウンド（対人戦を含む）で、ファーストアタックを取る
  - CPU6戦目到達までの半分以上のラウンド（対人戦を含む）で、ハイパーXをヒットさせる
  - CPU6戦目到達までに、各キャラクターごとに設定されたコンボ数を1回以上出す（必要なヒット数は上に同じ）

また、隠しコマンドでプレイヤーキャラクターとして使用可能。隠しコマンドはVer1.00とVer2.00以降で異なり、家庭用移植版はVer2.00以降に準じる。アーケード版発売からVer2.00への差し替えまでが早く、一般的にはVer2.00以降のコマンドのみ、それも特に1P側のコマンドだけが知られている。入力の厳しさから失敗しやすく、意図せずして（Ver2.00以降の1P側で最後にカーソルが合う）シルバーサムライに決定してしまうことが多かったため、ゲーム雑誌『ゲーメスト』では「豪鬼を失敗しても」というキャッチコピーでシルバーサムライの攻略ページが組まれた。

## 不具合の更新
Ver1.00（94年12月8日バージョン）には以下のような問題点があり、短期間でVer2.00（94年12月17日バージョン）にアップデートされた。
- ストームのノーマルジャンプで同じ技が何度も出せ、また飛行や空中で弱攻撃がたくさん（ノーマルジャンプで最大30発ほど、飛行で最大90発ほど）入る。
- サイクロップスが稀に地上にいるセンチネルを空中投げで掴める。同様のことはマグニートーでも可能で、間合いの問題からマグニートーは全キャラクターの立ちしゃがみ全てを空中投げで掴める。
- ストームとマグニートーの飛行時にいつでも着地できる。
- 勝利ポーズをキャンセルし、ラウンド終了後に倒れた相手を攻撃すると、相手キャラクターの気絶値が溜まってしまう（場合によっては次ラウンド開始後、弱攻撃1発でも気絶する）。
- その他強力な連続技を廃止、またはチェーンコンボが少ないキャラクターのチェーンコンボルートを追加。

Ver2.00をバランスを調整したver2.10（94年12月19日バージョン）、ver2.20（94年12月22日バージョン）、ver3.00（95年1月5日）などが出され、また国外にもver1.00、ver2.10、ver2.20、ver3.00などのバージョンが存在し（アジア、北米、スペイン語圏、欧州）、最終的にver3.00が出回り家庭用移植もver3.00ベースで行われ（セガサターン版のverナンバーはver3.01となっている。また国外のみPlayStation版が存在する）、ver3.00は上記4地区バージョン全て存在する。なお、マグニートーはCPU専用ボスキャラクターだがver2.00以降、飛行時以外の空中ダッシュや一部バグがなくなったものの、必殺技のEMパルスが3wayに強化されるなど、十分強力だったCPUキャラクターがさらに手強くなっている（ver1.00のEMパルスは1本だった）。一方でXパワーのマグネティックフォースフィールドがver2.00以降は1ラウンドにつき1回限りの制限となっている（ver1.00は回数無制限で、持続時間はVer2.00以降の約半分程度だった）。

## 開発
開発者の西谷亮は、本作は『ストリートファイターII』の開発を終え『ストリートファイターIII』の制作依頼があった際に請けた仕事であり、行動と技の組み合わせで戦法のバリエーションが生まれる「ベクトル理論」という『ストリートファイター』シリーズでは難しい表現にチャレンジしたこともあり、心の中では『X-MEN』＝『ストIII』のつもりで開発したと語っている。
開発にあたり、西谷はマーベル・コミックのゲーム化作品を遊んでみた際、原作のキャラクターとかけ離れた展開が多いことように感じており、厳しいことを言われてもおかしくないだろうと考えていたと、ゲーム文化保存研究所・所長の大堀康祐との対談の中で振り返っている。西谷によると、当初はマーベル側から懐疑的な雰囲気が出ており、一部を除く全キャラクターの2Pカラーを許可しないということもあったが、途中から態度が変わり、最終的には自分たちに任せても大丈夫だろうと思われたとされており、この信頼感が『マーヴル・スーパーヒーローズ』や、『X-MEN VS. STREET FIGHTER』へつながっただろうと推測している。ただし、センチネルの場合は原作では単なる人型ロボットだったため、派手な演出をたくさん取り入れたところマーベルに指摘され、岡本吉起とともにニューヨークまで謝罪しに行ったと西谷は振り返っている。
プランナーの冨田篤によると最初から「『ストリートファイター』との共演」が契約にあったといい、もっと『ストリートファイター』のキャラクターを出すように言われ『X-MEN VS. STREET FIGHTER』につながったと語っている。豪鬼はメインプランナーの西谷の指示で開発末期に1人のプログラマーが秘密で作っていたが、チーム内で情報共有をしていなかたっためチェック不足によるバグが発生した。その反省で次作『マーヴル・スーパーヒーローズ』の隠しキャラクターであるアニタはチーム内に周知されるようになった。なお、本作と『マーヴル・スーパーヒーローズ』の開発はほとんど同時進行で行われていた。

### スタッフ
- ゲームプランナー：NIN（西谷亮）、POO（船水紀孝）、HIRATOU "X68K" K-SUKE、KIYO、FUJI、TOMITA OTOUTO（冨田篤）
- プログラマー：AOI-Tokimeki、TARABAR - BLACK（堀崇真）、K.nishi-Man、Sailor-Ponkichi（廣瀬紀生）、O.G.T.-IRON Liver、Mo.SUZUKI-Memorial（鈴木守道）、MiN-T3、Hard.Yas -466P+K-（原田康則）、KAW.HIROSHIMA（川瀬学）
- オブジェクトデザイナー：S.YAMASHITA（山下さとる）、INO（伊野英樹）、KURIOTOKO（來田大介）、YUE、MINOBE（見延浩明）、M.NAKATANI、ARI、ERIPYON（中村会里）、MIWAZO、M.SATO、KAMONOHASHI SATO、KAZUKO KAWANAKA PYO!（川中員子）、DWAY NISHIMURA（西村マサル）、IGAMI、YOUJIROU、SAGAT（相方貴文）、TA、JUN MATSUMURA 26（松村淳）、NISHINO "VIP.T2"（西尾仁志）、G.KAMINA（上水口真司）、USHI、H.Yoshino、Eiji（倉谷栄治）、N.Fukuda（福田直樹）、H.S、MANISH、北村真也
- スクロールデザイン：FUKUMOYAN（福本容子）、YAMAPUU（山本行史）、MAY、DEVIL OHNISHI（大西弘樹）、KAZU（寺本和美）、AKIKO.O（大西明子）、HIROKO.N、IWAI（岩井千佳）、KISABON（木佐貫久司）、RK
- ミュージックコンポーザー：ANARCHY "TAKAPON"（岩井隆之）、西垣俊、HIDEAKI OK（奥河英樹）、Isao "oyaji" Ave（阿部功）
- サウンドデザイナー：Hiroaki "X68K" Kondo（近藤広明）、梶野俊夫
- スペシャルサンクス：ALEX JIMENEZ、ERIC LUTHER、PHILLIP REED (CAPCOM USA)、MARK ERICKSON、DANA MORSHEAD、MIKE THOMAS、JOHN CONROY (MARVEL ENTERTAINMENT)、PAUL T.TAKAI、KUMINO ASAKURA (MARVEL JAPAN)、SHIRAIWA

## 関連商品
『X-MEN/アーケード ゲームトラック』（ソニーレコード）
1995年3月24日に発売されたサウンドトラック。
『バンブームック X-MEN公式ガイドブック』（竹書房）
1995年5月20日発行。カプコンの完全バックアップによるアーケード版の公式ガイドムック。開発スタッフが全面参加しているだけに、攻略以外にも豊富な開発裏話が掲載されている。
『ゲーメストムック/EXシリーズVol.1 X-MEN CHILDREN OF THE ATOM』（新声社）
1996年1月13日発行。セガサターン版の攻略本。